# Saurischia
Pachypoda, Pachypodes
Clade
Synonymes
- Pachypoda Meyer 1845,
- Pachypodes Meyer 1845

Les Saurischiens, de leur nom scientifique Saurischia (du grec σαῦρος / saûros, « reptile », et ἰσχίον / iskhíon, « l'os du bassin où s'emboîte le fémur, les hanches »), sont un des deux grands clades qui forment les dinosaures. Ils apparaissent au Trias moyen il y a environ 240 millions d'années et disparaissent presque entièrement lors de la crise Crétacé/Paléocène qui marque la fin du Mésozoïque il y a 66 millions d'années. Seuls les oiseaux, qui dérivent de petits saurischiens du Jurassique supérieur, survivent à cette extinction. Les Saurischiens, qui forment un des groupes de vertébrés les plus diversifiés morphologiquement, se sont rapidement dispersés sur l'entièreté des continents dès le début du Jurassique et s'y trouvent encore de nos jours avec les oiseaux.

## Description

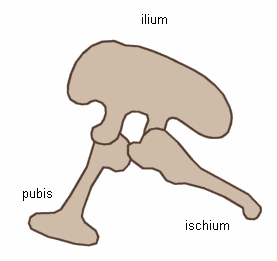
Bassin de saurischien.

Les Saurischia comptent des dinosaures dits à bassin de reptile, qui dès lors se différencient des Ornithischia ou ornithischiens dits à bassin d'oiseau. La distinction entre Saurischiens et Ornithischiens tient dans l'orientation du pubis qui, chez la plupart des Saurischiens du Mésozoïque, est orienté vers l'avant, alors que chez les Ornithischia, le pubis pointe vers l'arrière et est parallèle à l'os ischion. Paradoxalement, les oiseaux dérivent de petits saurischiens connus sous le nom de Maniraptora et font donc bien partie de l'ordre des Saurischia. En fait, lors de leur évolution, le pubis de certains dinosaures saurischiens, les théropodes, a peu à peu basculé vers l'arrière pour se retrouver perpendiculaire à l'ischion. Ainsi, la distinction entre Saurischiens et Ornithischiens repose sur une série d'autres critères anatomiques complexes comme un os jugal qui recouvre l'os lacrymal, ainsi qu'un pouce (doigt I) de la main particulièrement développé (métacarpe I robuste, première phalange plus longue que le métacarpe I et phalange unguéale plus longue que toutes les autres phalanges unguéales de la main).

## Classification
Les Saurischiens sont divisés en deux clades bien distincts :
- les Theropoda, ou théropodes, qui comprennent des dinosaures bipèdes majoritairement carnivores tels que le Ceratosaurus, l'Allosaurus, le Tyrannosaurus et le Velociraptor. L'entièreté des oiseaux appartiennent à ce groupe de dinosaures ;
- les Sauropodomorpha, ou sauropodomorphes, qui englobent des dinosaures herbivores majoritairement quadrupèdes munis d'un long cou et une très longue queue et dont certains taxons comme le Diplodocus, l'Apatosaurus, le Camarasaurus, le Brachiosaurus et l'Argentinosaurus  atteignaient des tailles gigantesques. Les Sauropodomorpha ont entièrement disparu à la fin du Crétacé, lors de la crise K/T.
- Famille des Herrerasauridae
- Theropoda:
  - Super-famille des Coelophysoidea
  - Ceratosauria
    - Famille des Ceratosauridae
    - Super-famille des Abelisauroidea
      - Famille des Noasauridae

    - Famille des Abelisauridae

  - Tetanurae
    - Super-famille des Megalosauroidea
      - Famille des Piatnitzkysauridae
      - Famille des Megalosauridae
      - Famille des Spinosauridae
        - Sous-famille des Baryonychinae
        - Sous-famille des Spinosaurinae

    - Avetheropoda
      - Super-famille des Allosauroidea
        - Famille des Sinraptoridae
        - Famille des Allosauridae
          - Division des Carcharodontosauria
            - Famille des Carcharodontosauridae
            - Famille des Neovenatoridae

      - Coelurosauria
        - Super-famille des Tyrannosauroidea
          - Famille des Coeluridae
          - Famille des Tyrannosauridae
            - Sous-famille des Tyrannosaurinae

        - Famille des Compsognathidae
        - Maniraptoriformes
          - Ornithomimosauria
          - Maniraptora
            - Super-famille des Therizinosauroidea
              - Famille des Therizinosauridae

            - Familles des Alvarezsauridae
            - Oviraptorosauria
            - Paraves
              - Deinonychosauria
                - Famille des Dromaeosauridae
                - Famille des Troodontidae

              - Avialae → Aves (oiseaux)
- Sauropodomorpha
  - Sauropodomorpha basaux
  - Anchisauria
    - Famille des Anchisauridae
    - Famille des Plateosauridae
    - Famille des Massospondylidae
    - Sauropoda
      - Sauropoda basaux
      - Famille des Melanorosauridae
        - Eusauropoda
          - Eusauropoda basaux
          - Famille des Mamenchisauridae
          - Famille des Cetiosauridae
          - Turiasauria
          - Division des Neosauropoda
            - Super-famille des Diplodocoidea
              - Famille des Rebbachisauridae
              - Flagellicaudata
                - Famille des Dicraeosauridae
                - Famille des Diplodocidae

            - Sous-division des Macronaria
              - Macronaria basaux
              - Camarasauromorpha
                - Famille des Camarasauridae
                - Infra-division des Titanosauriformes
                  - Famille des Brachiosauridae
                  - Somphospondyli
                    - Somphospondyli basaux
                    - Super-famille des Titanosauria
                      - Titanosauria basaux
                      - Lithostrotia
                        - Lognkosauria
                        - Famille des Nemegtosauridae
                        - Famille des Saltasauridae.

Selon une étude récente (mars 2017), les Saurischiens constitueraient un groupe paraphylétique, les Théropodes étant plus proches des Ornitischiens que des Sauropodomorphes.